# François-René Guérin
François-René Guérin est un homme politique français né le 18 janvier 1735 à Brûlon (Sarthe) et décédé le 10 février 1812 au même lieu.
Maitre de forges, il est député du tiers état aux États généraux de 1789 pour la sénéchaussée du Mans. Il démissionne le 20 octobre 1790. Il est conseiller général sous le Premier Empire.

## Sources
- « François-René Guérin », dans Adolphe Robert et Gaston Cougny, Dictionnaire des parlementaires français, Edgar Bourloton, 1889-1891 [détail de l’édition]